# Пеллью, Генри, 6-й виконт Эксмут
Генри Эдвард Пеллью, 6-й виконт Эксмут (англ. Henry Edward Pellew, 6th Viscount Exmouth; 26 апреля 1828 — 4 февраля 1923) — британский пэр и натурализованный гражданин США, который унаследовал титул виконта Эксмута в возрасте 94 лет от кузена и носил этот титул менее года до своей смерти.

## Ранний период жизни
Пеллью родился 26 апреля 1828 года в Кентербери, графство Кент. Единственный сын Джорджа Пеллью (1793—1866), декана Норвича, третьего сына Эдварда Пеллью, 1-го виконта Эксмута (1757—1833), британского адмирала, который принимал участие в войне за независимость Америки и в наполеоновских войнах. Его матерью была Достопочтенная Фрэнсис Аддингтон (1793—1870), дочь Генри Аддингтона, 1-го виконта Сидмута.
Генри Пеллью получил образование в Итонском колледже, а затем в Тринити-колледже в Кембридже, где в 1850 году получил степень бакалавра искусств.

## Карьера
Он был одним из основателей колледжа Кебл в Оксфорде и входил в совет колледжа с момента его основания в 1870 году по 1873 год. Он также был мировым судьей графства Мидлсекс, входил в советы директоров различных благотворительных организаций, больниц и школ в Лондоне и его окрестностях.
Генри Пеллью продолжал работать над различными благими делами в Америке, как и в Британии, даже после своего девяностолетия. Он помог организовать Бюро благотворительности в Нью-Йорке, работая с будущим президентом Теодором Рузвельтом . Он помог открыть кофейни для бедных, бесплатную библиотеку и ночлежки, а также помог улучшить жилищные условия. Он был президентом Ассоциации по улучшению положения бедных и Общества Святого Георгия, британо-американской группы в Нью-Йорке; он также входил в Общество санитарной реформы и Школьную комиссию. Он помогал с планами Вашингтонского национального собора.

## Пэрство
В августе 1922 года Эдвард Пелью, 5-й виконт Эксмут (1890—1922), дальний родственник, умер без потомков, и его титулы (виконт Эксмут и два других титула, ранее созданных для 1-го виконта, а именно барон Эксмут и баронетство) перешли к Генри Пеллью как к ближайшему родственнику мужского пола. Он попытался отказаться от пэрства (Конституция США запрещает любому «лицу, занимающему какую-либо должность, приносящую прибыль или доверие, под их началом» «без согласия Конгресса принимать любой… титул любого рода от любого короля, принца или иностранного государства».) в пользу своего сына Чарльза Пеллью, но британское посольство в Вашингтоне сообщило ему, что это невозможно. В любом случае, он предпочел остаться известным как «господин Генри Эдвард Пелью», а не использовать титул виконта.

## Личная жизнь
5 октября 1858 года Генри Пеллью женился на Элизе Констебль Джей (1823 — 22 декабря 1869) в Бедфорде, штат Нью-Йорк. Элиза была дочерью судьи Уильяма Джея (1789—1858) и Ханны Огасты (урожденной Маквикар) Джей из Нью-Йорка и внучкой Джона Джея. У супругов было трое детей:
- Уильям Генри Эдвард Джордж Пеллью (1859—1892), который умер «внезапно, от несчастного случая», неженатым в Нью-Йорке[8].
- Чарльз Пеллью, 7-й виконт Эксмут (1863—1945)[9] , профессор химии в Колумбийском университете. Он женился первым браком на Маргарет Уолтон Чандлер, единственной дочери доктора Чарльза Т. Чандлера, в 1896 году[10]. После её смерти в 1922 году он женился на Мейбл Грей, дочери Ричарда Грея из Сан-Франциско и округа Куинс, Ирландия, в 1923 году[11][12].
- Вайолет Лиза Мэри Пеллью (1869 — 7 октября 1870), умерла в младенчестве.

Его первая жена умерла в Англии в 1869 году, а 14 мая 1873 года он женился в Вене на ее младшей сестре, Огасте Джей (1833 — 24 января 1917). Брак не был признан действительным в то время по английскому праву . В том же году (возможно, из-за этого, предполагал его некролог в The Times) он переехал в Нью-Йорк, а затем в Вашингтон, округ Колумбия. Он стал натурализованным гражданином США 25 сентября 1877 года. В этом браке родилась одна дочь:
- Достопочтенная Мэрион Джей Пеллью (13 июля 1878—1954)[15].

Виконт Эксмут скончался в Вашингтоне 4 февраля 1923 года, похороны состоялись в церкви Св. Иоанна 7 февраля 1923 года, и он был похоронен на кладбище Оук-Хилл в Вашингтоне, округ Колумбия.
Его преемником стал его второй сын Чарльз Пеллью.